# Manuel Muiño Arroyo
Manuel Muiño Arroyo (Madrid, 27 de setembre de 1897 - 26 d'abril de 1977) fou un sindicalista espanyol, secretari general de la UGT del 1968 al 1976.

## Biografia
Fill d'un obrer de l'ajuntament de Madrid originari de Vimianzo. Va començar a treballar als vuit anys com a aprenent d'enquadernador, i després també va fer de marmitó de restaurant i ajudant de mecànic. El 1913 ingressà a la Sociedad de Obreros en Hierro y otros Metales "El Porvenir" de la UGT. El 1916 fou subsecretari del consell de direcció de la Casa del Pueblo, el 1917 ingressà en l'Agrupació Socialista de Madrid del PSOE i participà activament en la vaga general de 1917. També va participar en la fundació de la cooperativa obrera que va construir els habitatges de l'anomenada Ciudad Jardín a Prosperidad. El 1921, alhora que fou nomenat secretari de la Federació Local de l'Edificació de la UGT, fou detingut amb 15 companys acusat d'assassinar un contractista durant una vaga, però foren posats en llibertat poc després. Des de 1922 organitzà els porters de Madrid per tal de formar el seu propi sindicat el 1926.
Va participar en el XV Congrés de la UGT de 1922, en el XVI Congrés de 1928 i en el XVII Congrés de 1932. Es va fer famós per haver posat ell personalment el parallamps de l'edifici de Telefónica de Madrid el 1927.
Arran de les eleccions municipals espanyoles de 1931 fou escollit regidor de l'ajuntament de Madrid, en el que fou regidor de vies i obres. A les eleccions generals espanyoles de 1931 fou escollit diputat per la província de Badajoz pel PSOE. Durant aquests anys fou vocal de la comissió executiva de la UGT (març 1933-gener 1934), representant del govern al Banc Hipotecari i vocal obrer als Jurats Mixtos d'Edificació. Fou candidat del PSOE per Palència a les eleccions generals espanyoles de 1933 i per Toledo a les eleccions generals espanyoles de 1936, però no fou escollit en cap de les dues.
Durant la guerra civil espanyola va ser cap de Transport de la Subssecretaria d'Armament en el Ministeri de Defensa Nacional. Després de la guerra es va exiliar a França, establin-se primer a Agen i després a Tolosa de Llenguadoc, on va participar en els diferentes congressos del PSOE a l'exili (el I el 1944, el II el 1946, el III el 1948). També va participar en el I Congrés de la UGT a l'exili el 1944, arran del qual fou nomenat secretari adjunt de la seva comissió executiva, fins que el 1959 fou nomenat subsecretari i el 1968 secretari general en substitució de Pascual Tomás Taengua, que va dimitir per malaltia. Després del Congrés de Suresnes que provocà l'escissió del partit, el 1972 es va integrar en el PSOE-històric, participant en diversos congressos d'aquest partit.
El 1976 va tornar a Espanya, i va abandonar la secretaria de la UGT quan fou escollida l'executiva de l'interior dirigida per Nicolás Redondo Urbieta. També va formar part del Comitè Nacional del PSOE-h fins a la seva mort a Madrid el 26 d'abril de 1977. Té un carrer dedicat a Madrid.